# Zeebaarzen
Zeebaarzen (Callanthiidae) zijn een familie van straalvinnige vissen uit de orde van Baarsachtigen (Perciformes).

## Geslachten
- Callanthias Lowe, 1839
- Grammatonotus Gilbert, 1905